# Everything Is Love
Everything Is Love (estilizado com letras em maiúsculo) é um álbum colaborativo pelo casal Beyoncé e Jay-Z, creditado como The Carters. Sem anúncio prévio de lançamento, foi lançado com exclusividade no serviço de streaming Tidal, em dia 16 de junho de 2018. Em seguida foi lançado em download digital no iTunes e em streaming no Spotify.

## Antecedentes
Os rumores de um álbum conjunto de Beyoncé e Jay-Z surgiram em 2015, quando o produtor Detail revelou, no tapete vermelho do Grammy Awards de 2014, que estava trabalhando em material para o álbum. Somente em 2017, Jay-Z confirmou a existência do álbum, durante uma entrevista para o The New York Times. Entretanto, como o casal também trabalhava em seus respectivos álbuns, 4:44 e Lemonade, e o trabalho de Beyoncé avançou mais rapidamente, o projeto conjunto foi temporariamente suspenso.
Em 2018, os rumores de um álbum conjunto reapareceram quando o casal embarcou na On the Run II Tour, uma sequência da On the Run Tour de 2014. No entanto, o álbum só foi lançado ao final do quinto show da turnê, em Londres, na noite de 16 de junho de 2018.

## Lançamento e divulgação
Em 6 de junho de 2018, Beyoncé e Jay-Z embarcaram na turnê conjunta On the Run II. Ao final de seu segundo show em Londres, em 16 de junho de 2018, Beyoncé anunciou para a platéia que o casal tinha uma surpresa antes de deixar o palco. Então, o videoclipe de "Apeshit" foi exibido no telão principal do palco. Após a conclusão do vídeo, as palavras "ALBUM OUT NOW" apareceram na tela, anunciando o lançamento do álbum, que foi disponibilizado exclusivamente no serviço de streaming Tidal. O público presente no estádio recebeu uma assinatura de seis meses do serviço, para poderem ouvir o álbum na plataforma.
Em 18 de junho, o álbum foi disponibilizado em diversas outras plataformas, incluindo-se iTunes Store, Apple Music, Deezer, Amazon Music, Napster, Google Play Música e Spotify.

### Singles
"Apeshit" foi lançado como o primeiro single do álbum, em 16 de junho de 2018, junto a seu videoclipe, dirigido por Ricky Saiz e filmado no Museu do Louvre, em Paris.
A canção "Salud!", faixa-bônus do álbum, disponível exclusivamente via Tidal, foi lançada como single promocional no mesmo dia.

### Performances
Gradativamente, algumas canções do álbum foram incorporadas à turnê On The Run II.
No segundo show em Paris, no dia 15 de julho de 2018, Beyoncé e Jay-Z apresentaram “Apeshit” pela primeira vez, em comemoração à vitória da França na Copa do Mundo FIFA de 2018. Com o início da etapa norte-americana da turnê, "Apeshit" passou a ocupar definitivamente a posição de música de encerramento do show. A partir do segundo show em Chicago, em 11 de agosto, a canção passou a ser performada de forma completa, incluindo a coreografia do videoclipe, com a participação das dançarinas.
As faixas "Black Effect", "Nice" e "Summer" também foram incoporadas à lista de músicas da turnê, durante os shows realizados nos Estados Unidos.

## Capa do álbum
A capa do álbum é uma cena extraída do videoclipe de "Apeshit", no Museu do Louvre. Na imagem, os dançarinos Jasmine Harper e Nicholas “Slick” Stewart aparecem em primeiro plano, com a Mona Lisa, de Leonardo da Vinci, ao fundo. De acordo com Dee Lockett, do site Vulture, a mulher está penteando o cabelo do homem, representando a intimidade e a domesticidade negra. Além disso, a capa representa um tema recorrente no álbum: a proeminência de elementos ligados à cultura e à população negra, que recebe destaque em relação a elementos da cultura branca/ocidental. Essa abordagem encontra-se presente nas faixas "Apeshit", "Nice" e "Black Effect".

## Lista de faixas
Lista de faixas adaptadas do Tidal.
| N.º            | Título           | Produtor(es)                                                  | Duração |  |
| 1.             | "Summer"         | Beyoncé Jay-Z Cool & Dre El Michels [a]                       | 4:45    |  |
| 2.             | "Apeshit"        | Williams Beyoncé Jay-Z                                        | 4:25    |  |
| 3.             | "Boss"           | Beyoncé Jay-Z D'Mile Mike Dean [b] MeLo-X [b] Derek Dixie [b] | 4:04    |  |
| 4.             | "Nice"           | Williams Beyoncé Jay-Z                                        | 3:54    |  |
| 5.             | "713"            | Beyoncé Jay-Z Cool & Dre 808-Ray [b]                          | 3:13    |  |
| 6.             | "Friends"        | Beyoncé Jay-Z Boi-1da Sweet Nav [a] Sevn Thomas [a]           | 5:44    |  |
| 7.             | "Heard About Us" | Beyoncé Jay-Z Boi-1da Sweet Vinylz Illmind                    | 3:10    |  |
| 8.             | "Black Effect"   | Beyoncé Jay-Z Cool & Dre                                      | 5:13    |  |
| 9.             | "LoveHappy"      | Beyoncé Jay-Z Sitek                                           | 3:49    |  |
| Duração total: | Duração total:   | Duração total:                                                | 38:17   |  |

| Faixa bônus promocional |                |                                                      |         |  |
| N.º                     | Título         | Produtor(es)                                         | Duração |  |
| 10.                     | "Salud!"       | Beyoncé Jay-Z Cool & Dre Beat Butcha [a] 808-Ray [c] | 3:33    |  |
| Duração total:          | Duração total: | Duração total:                                       | 41:50   |  |

Notas
- ↑[a]  denota co-produtores
- ↑[b]  denota produtores adicionais
- ↑[c]  denota programadores adicionais
- Todas as músicas são estilizadas com letras maiusculas. Por exemplo, "Summer" é estilizada como "SUMMER".
- "Summer" contém vocais adicionais de Rory from Stone Love
- "Apeshit" contém vocais adicionais de Offset e Quavo do grupo Migos
- "Boss" contém vocais adicionais de Ty Dolla Sign
- "Nice" contém vocais adicionais de Pharrell
- "Salud!" contém vocais adicionais de Dre do grupo Cool & Dre

Créditos de demonstrações
- "Apeshit" contém elementos de um vídeo não-musical hospedado no YouTube por ASAP Rocky.
- "713" contém demonstrações de “Sphinx Gate” and “The World It Softly Lulls”, escrita por Paul Bender, Simon Mavin, Perrin Moss and Naomi Saalfield, and performed by Hiatus Kaiyote; e um interpolação de "The Light", escrita por Robert Caldwell, Norman Harris William, Lonnie Rashid Lynn, Bruce A. Malament and James Dewitt Yancey, e perfomada por Common.
- "Heard About Us" contém uma demonstração de "Juicy", escrita por Sean "Puffy" Combs, James Mtume, Jean-Claude Olivier and Christopher Wallace, and performed by The Notorious B.I.G.
- "Black Effect" contém demonstrações de "Broken Strings", escrita por Jan Kozuki, e performada por Flower Travellin' Band.
- "Lovehappy" contém demonstrações de “You Make My Life A Sunny Day”, escrita por Eddie Campbell, Ernie Johnson and Pete James, e performada por Eddie & Ernie.

## Desempenho nas tabelas musicais

### Paradas semanais
| Tabela musical (2018)                                  | Melhor posição |
| ------------------------------------------------------ | -------------- |
| Alemanha (GfK Entertainment)                           | 23             |
| Austrália (ARIA Charts)                                | 6              |
| Áustria (Ö3 Austria Top 40)                            | 21             |
| Bélgica (Ultratop 50 de Flandres)                      | 8              |
| Bélgica (Ultratop 40 da Valônia)                       | 28             |
| Canadá (Billboard Canadian Albums)                     | 4              |
| Dinamarca (Hitlisten)                                  | 10             |
| Espanha (PROMUSICAE)                                   | 9              |
| Estados Unidos (Billboard 200)                         | 2              |
| Estados Unidos (Billboard Top R&B/Hip-Hop Albums)      | 1              |
| Finlândia (Suomen virallinen lista)                    | 30             |
| França (Syndicat National de l'Édition Phonographique) | 33             |
| Hungria (MAHASZ)                                       | 33             |
| Itália (FIMI)                                          | 20             |
| Países Baixos (MegaCharts)                             | 4              |
| Irlanda (IRMA)                                         | 10             |
| Noruega (VG-Lista)                                     | 8              |
| Nova Zelândia (Recorded Music NZ)                      | 11             |
| Polônia (OLiS)                                         | 2              |
| Portugal (AFP)                                         | 10             |
| Reino Unido (UK Albums Chart)                          | 5              |
| República Checa (ČNS IFPI)                             | 30             |
| Suíça (Sverigetopplistan)                              | 7              |
| Suíça (Schweizer Hitparade)                            | 5              |

| Chart (2018)                      | Position |
| --------------------------------- | -------- |
| Bélgica (Ultratop 50 de Flandres) | 106      |
| Estados Unidos (Billboard 200)    | 70       |

## Vendas e certificações
| Região                                                        | Certificação | Vendas   |
| ------------------------------------------------------------- | ------------ | -------- |
| Estados Unidos (RIAA)                                         | Ouro         | 500,000‡ |
| ‡vendas+valores de streaming baseados somente na certificação |              |          |